# 藤枝恵子
藤枝 恵子（ふじえだ けいこ1984年8月10日 - ）は日本の女子プロレスラー。
LLPW所属 。身長 155.5cm、体重 54kg。東京都文京区出身。

## 経歴
2004年5月30日対天界二十八部衆カルラ戦でリングデビュー。
2005年4月1日怪我のため退団。

## 得意技
- ドロップキック